# Eduardo Lim
Eduardo Lim, né le 13 octobre 1930, à Jaro, aux Philippines et décédé le 25 mars 2002, est un ancien joueur philippin de basket-ball.